# Atuntaqui
Atuntaqui ist eine Stadt und ein Municipio in der Provinz Imbabura in Nord-Ecuador und Verwaltungssitz des Kantons Antonio Ante. Ferner bildet einen Teil des Municipios die Parroquia urbana Atuntaqui.

## Lage
Die Stadt Atuntaqui liegt in den Anden auf einer Höhe von 2405 m. Atuntaqui befindet sich 11 km westsüdwestlich der Provinzhauptstadt Ibarra. Der Vulkan Imbabura erhebt sich 9 km südsüdöstlich der Stadt. Die Fernstraße E35 (Ibarra–Quito) führt durch die Stadt.

## Municipio
Das 26,23 km² große Municipio Atuntaqui wird aus zwei Parroquias urbanas gebildet: Andrade Marín (⊙) umfasst mit 8,63 km² den Südosten, Atuntaqui mit 17,59 km² den Norden und Westen. Die Fernstraße E35 trennt die beiden Parroquias. Das Verwaltungsgebiet verläuft als schmaler Streifen vom 9 km weiter südlich gelegenen Gipfel des 4610 m hohen Vulkans Imbabura 13 km in Richtung Nordnordwest. Der Río Ambi verläuft entlang der nordwestlichen Verwaltungsgrenze.
Die Einwohnerzahl des Municipios betrug im Jahr 2010 23.299. Für die Stadt Atuntaqui (urbaner Bereich des Municipios) wurde eine Einwohnerzahl von 21.286 ermittelt.

## Geschichte
Atuntaqui geht auf dine Gründung im Jahr 1566 zurück. Am 12. Februar 1938 wurde der Kanton Antonio Ante gegründet und Atuntaqui als Parroquia urbana dessen Verwaltungssitz.
Bis 1935 war Francisco de Andrade Marín ein Barrio von Atuntaqui und unter der Bezeichnung "Acequia Alta y San Miguel de Lourdes" bekannt. Am 21. November 1935 wurde die Parroquia eingerichtet. Einen Tag später wurde auch die kirchliche Pfarrei gegründet.

## Persönlichkeiten
- Romario Ibarra (* 1994), Fußballspieler